# Parlament de Navarra
El Parlament Foral de Navarra o Corts de Navarra (en basc: Nafarroako Parlamentua o Nafarroako Gorteak) és l'òrgan legislatiu de la Comunitat Foral de Navarra. La seu del Parlament està situada al rehabilitat edifici de l'Antiga Audiència, Primer Eixample, en el Passeig de Sarasate de Pamplona. Anteriorment, va estar situat en el Palau de la Diputació Foral de Navarra, situat en el mateix passeig i davant seu.
L'actual president del parlament navarrès és Unai Hualde (Geroa Bai).

## Història
El Parlament va ser creat per l'Amillorament de 1982 (l'equivalent a l'Estatut d'Autonomia per les CCAA), va suposar la democratització de les institucions existents fins aleshores. Durant el franquisme, havia continuat existint la Diputació Provincial de Navarra tal com va ser definida en la Llei de Modificació de Furs de 1841, formada per set diputats, triats per les denominades merindades. Existia des de 1898 un òrgan assessor en matèries financera i d'administració municipal: el Consell Foral Administratiu.
Durant la transició a la democràcia, es va plantejar la incorporació de Navarra a una comunitat autònoma comuna amb les tres províncies basques. Després d'àrdues negociacions a tres bandes entre el PSOE, el PNB i la UCD, es va arribar a decisió que la incorporació de Navarra a la preautonomia basca es deixaria en mans de l'"òrgan foral competent", afer recollit a la disposició transitòria quarta de la Constitució espanyola de 1978.
En 1978 UCD, per a democratitzar les institucions forals, va proposar que el Consell Foral estigués integrat per 119 consellers, 50 triats per sufragi universal i 60 pels ajuntaments, als quals s'afegirien els cinc diputats al Congrés i els quatre senadors triats a Navarra. Exerciria funcions normatives i triaria als membres de la Diputació. Finalment l'Amillorament establí la institució del Parlament de Navarra en l'article 10 i ho regula en els articles de l'11 al 22. És la institució legislativa de la Comunitat, els seus membres són escollits per sufragi universal, per a un període de quatre anys i no han de ser menys de 40 ni més de 60 (actualment són 50). Els parlamentaris compten amb fur d'inviolabilitat pels vots i opinions emesos en el desenvolupament de les seves funcions.

## Funcions
Les funcions del Parlament de Navarra són les següents:
- Representació del poble navarrès.
- Potestat Legislativa.
- Aprovació de Pressupostos i Comptes de Navarra.[1]
- Escollir al president del Govern de Navarra.
- Impuls i control del Govern de Navarra.
- Designació de senadors autonòmics.
- Nomenament del Defensor del Poble.
- Nomenament del president de la Càmera de Comptos.
- Exercir la iniciativa prevista en la Disposició transitòria quarta de la Constitució espanyola de 1978
- Exercir la iniciativa de per a la separació de la Comunitat Autònoma en la qual s'hagués incorporat

## Composició
El Parlament està format per 50 parlamentaris. Després de les eleccions del 28 de maig de 2023, la cambra va quedar formada de la següent manera: 
| Grups parlamentaris al Parlament de Navarra |                                  |                           |                    |                    |        |
| Nom                                         | Partits                          | Logotip                   | Portaveu           | Líder              | Escons |
| G.P. Unión del Pueblo Navarro               | UPN                              | UPN                       | Javier Esparza     | Javier Esparza     | 15     |
| G.P. Partido Socialista de Navarra          | PSN-PSOE                         | PSN-PSOE                  | Ramón Alzórriz     | María Chivite      | 11     |
| G.P. EH Bildu Nafarroa                      | EH Bildu                         | EH Bildu                  | Laura Aznal        | Laura Aznal        | 9      |
| G.P. Geroa Bai                              | Geroa Bai                        | Geroa Bai                 | Pablo Azcona       | Unai Hualde        | 7      |
| G. P. Partido Popular de Navarra            | PPN                              | Partit Popular de Navarra | Javier García      | Javier García      | 3      |
| G.P. Contigo Navarra-Zurekin Nafarroa       | Contigo Navarra-Zurekin Nafarroa | CN-ZN                     | Carlos Guzmán      | Carlos Guzmán      | 3      |
| A.P. Vox Navarra                            | Vox                              | Vox                       | María Teresa Nosti | María Teresa Nosti | 2      |

## Presidents
El seu primer president va ser Manuel de Irujo (PNB), històric nacionalista basc. Després de la reinstauració de la democràcia, els presidents del Parlament de Navarra han estat: 
| President                  | Inici del mandat | Final del mandat | Partit                       |
| Víctor Manuel Arbeloa Muru | 1979             | 1983             | Partit Socialista de Navarra |
| Balbino Baldós Artiz       | 1983             | 1987             | Unió del Poble Navarrès      |
| Ignacio Javier Gómara      | 1987             | 1991             | Unió del Poble Navarrès      |
| Javier Otano Cid           | 1991             | 1995             | Partit Socialista de Navarra |
| Lola Eguren Apesteguía     | 1995             | 1999             | Partit Socialista de Navarra |
| José Luis Castejón Garrués | 1999             | 2003             | Partit Socialista de Navarra |
| Rafael Gurrea Indurain     | 2003             | 2007             | Unió del Poble Navarrès      |
| Elena Torres Miranda       | 2007             | 2011             | Partit Socialista de Navarra |
| Alberto Catalán Higueras   | 2011             | 2015             | Unió del Poble Navarrès      |
| Ainhoa Aznarez Igarza      | 2015             | 2019             | Podemos-Ahal Dugu            |
| Unai Hualde Iglesias       | 2019             | actualitat       | Geroa Bai                    |